# Резистивна відстань
Резисти́вна ві́дстань між двома вершинами простого зв'язного графа {\displaystyle G} дорівнює опору між двома еквівалентними точками електричного кола, побудованим заміною кожного ребра графа на опір 1 Ом. резистивні відстані є метрикою на графах.

## Визначення
На графі {\displaystyle G} резистивна відстань {\displaystyle \Omega _{i,j}} між двома вершинами {\displaystyle v_{i}} і {\displaystyle v_{j}} дорівнює
{\displaystyle \Omega _{i,j}:=\Gamma _{i,i}+\Gamma _{j,j}-\Gamma _{i,j}-\Gamma _{j,i}} ,
де {\displaystyle \Gamma } — обернена матриця Мура — Пенроуза матриці Кірхгофа графа {\displaystyle G}.

## Властивості резистивної відстані
Якщо {\displaystyle i=j}, то
{\displaystyle \Omega _{i,j}=0.}
Для неорієнтованого графа
{\displaystyle \Omega _{i,j}=\Omega _{j,i}=\Gamma _{i,i}+\Gamma _{j,j}-2\Gamma _{i,j}}

### Загальне правило суми
Для будь-якого простого зв'язного графа {\displaystyle G=(V,E)} з {\displaystyle N} вершинами та довільною {\displaystyle N\times N} матриці {\displaystyle M} виконується
{\displaystyle \sum _{i,j\in V}(LML)_{i,j}\Omega _{i,j}=-2\operatorname {tr} (ML)}
З цього узагальненого правила суми число зв'язку можна отримати залежно від вибору {\displaystyle M}. Два з них
{\displaystyle {\begin{aligned}\sum _{(i,j)\in E}\Omega _{i,j}&=N-1\\\sum _{i<j\in V}\Omega _{i,j}&=N\sum _{k=1}^{N-1}\lambda _{k}^{-1}\end{aligned}}}
де {\displaystyle \lambda _{k}} — ненульові власні числа матриці Кірхгофа. Цю суму {\displaystyle \Sigma _{i<j}\Omega _{i,j}} називають індексом Кірхгофа графа.

### Зв'язок з числом кістякових дерев графа
Для простого зв'язного графа {\displaystyle G'=(V,E)} резистивну відстань між двома вершинами можна виразити як функцію на множині кістяків {\displaystyle T} графа {\displaystyle G}:
{\displaystyle \Omega _{i,j}={\begin{cases}{\frac {\left|\{t:t\in T,e_{i,j}\in t\}\right\vert }{\left|T\right\vert }},&(i,j)\in E\\{\frac {\left|T'-T\right\vert }{\left|T\right\vert }},&(i,j)\not \in E\end{cases}}} ,
де {\displaystyle T'} — множина кістякових дерев графа {\displaystyle G'=(V,E+e_{i,j})}.

### Як квадрат евклідової відстані
Оскільки лапласіан {\displaystyle L} симетричний і додатно напіввизначений, його псевдообернена матриця {\displaystyle \Gamma } також симетрична та додатно напіввизначена. Тоді існує {\displaystyle K}, така, що {\displaystyle \Gamma =KK^{\textsf {T}}} і можна записати:
{\displaystyle \Omega _{i,j}=\Gamma _{i,i}+\Gamma _{j,j}-\Gamma _{i,j}-\Gamma _{j,i}=K_{i}K_{i}^{\textsf {T}}+K_{j}K_{j}^{\textsf {T}}-K_{i}K_{j}^{\textsf {T}}-K_{j}K_{i}^{\textsf {T}}=\left(K_{i}-K_{j}\right)^{2}}
це показує, що квадрат резистивної відстані відповідає евклідовій відстані у просторі, натягнутому на {\displaystyle K}.

### Зв'язок із числами Фібоначчі
Віяло — це граф з {\displaystyle n+1} вершиною, в якому є ребра між вершинами {\displaystyle i} та {\displaystyle n+1} для будь-якого {\displaystyle i=1,2,3,...n,} і є ребро між вершиною {\displaystyle i} та {\displaystyle i+1} для всіх {\displaystyle i=1,2,3,...,n-1.}
Резистивна відстань між вершиною {\displaystyle n+1} та вершинами {\displaystyle i\in \{1,2,3,...,n\}} дорівнює {\displaystyle {\frac {F_{2(n-i)+1}F_{2i-1}}{F_{2n}}}}, де {\displaystyle F_{j}} — {\displaystyle j}-е число Фібоначчі, для {\displaystyle j\geqslant 0}.